# برترام غودمان
برترام غودمان (بالإنجليزية: Bertram Goodman)‏ هو فنان ورسام أمريكي، ولد في 21 سبتمبر 1904 في نيويورك في الولايات المتحدة، وتوفي في 1988.